# Virginia González Polo

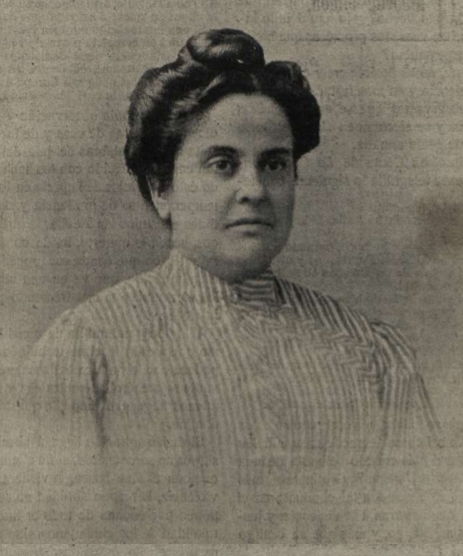

Virginia González Polo (ur. 2 kwietnia 1873 r. w Valladolid, zm. 15 sierpnia 1923 w Madrycie) – hiszpańska działaczka polityczna i feministyczna. Pierwsza w historii Hiszpanii kobieta pełniąca kierownicze stanowisko w związkach zawodowych - jako przewodnicząca Centralnego Związku Robotników (Unión General de Trabajadores).

## Życiorys
Pochodziła z ubogiej robotniczej rodziny, jej ojciec był tokarzem, a matka tkaczką. W wieku dziewięciu lat musiała podjąć pracę w warsztacie szewskim, nigdy nie ukończyła żadnej szkoły. Wyszła za mąż za Lorenza Rodrigueza Echevarríę, również szewca, pochodzącego z Ponferrady. Wspólnie z mężem wyjechała najpierw do León, a następnie do La Coruñi, gdzie w 1894 r. urodził się ich jedyny syn, César Rodríguez González. Tam też po raz pierwszy zaczęła działać w zrzeszeniach robotniczych i czytać prasę anarchistyczną.
W 1899 r. przeprowadziła się z rodziną do Bilbao, gdzie wstąpiła do Hiszpańskiej Socjalistycznej Partii Robotniczej (PSOE) oraz do Powszechnego Związku Robotników (Unión General de Trabajadores, UGT), a w 1905 r. reprezentowała pracowników przemysłu obuwniczego na 8. Kongresie UGT. Z jej inicjatywy Kongres poparł ideę wprowadzenia ustawowego zakazu wykonywania przez kobiety w ciąży jakiejkolwiek pracy w ciągu czterech tygodni po porodzie. Przepisy takie ostatecznie znalazły się w przyjętej 8 stycznia 1907 r. ustawie o pracy kobiet i dzieci.W 1904 roku Virginia González Polo założyła Socjalistyczną Grupę Kobiet Bilbao (Agrupación Femenina Socialista de Bilbao). W latach 1905–1907 była współpracowniczką pisma Walka Klas (La Lucha de Clases).
W 1906 r. wyjechała z mężem i synem do Argentyny w poszukiwaniu pracy. Dwa lata później powróciła do Hiszpanii i osiedliła się w León. W tym samym roku wzięła udział w strajku generalnym za co została aresztowana i wydalona z miasta. Po pewnym czasie spędzonym w Bayonne, w 1910 roku osiedliła się w Madrycie. Była jedną z założycielek Socjalistycznej Grupy Kobiet w Madrycie i rozpoczęła intensywną działalność polityczną i związkową, odbywając liczne podróże i organizując wiece w całej Hiszpanii. Zdobyła ogromną popularność w kraju, zwłaszcza wśród pracujących kobiet. Opowiadała się przy tym za tworzeniem odrębnych organizacji politycznych dla kobiet, przekonując, że miały one większe możliwości politycznego rozwoju, jak również były bardziej użyteczne dla partii, działając w strukturach wyłącznie żeńskich, niż w komórkach przyjmujących zarówno kobiety, jak i mężczyzn. 
We wrześniu 1912 roku wzięła udział w IX Krajowym Kongresie Hiszpańskiej Socjalistycznej Partii Robotniczej, jako delegatka Grupy Kobiet w Madrycie. Podczas kongresu odbyła się debata na temat tego, czy partia powinna wystartować w wyborach samodzielnie, czy jako część Koalicji Republikańsko-Socjalistycznej. Virginia González Polo w zażartej debacie broniła koncepcji startu samodzielnego, podczas gdy Pablo Iglesias Posse, założyciel PSOE, opowiadał się za startem w koalicji. To jego stanowisko zostało ostatecznie przyjęte.
W latach 1915–1918 była członkinią Komitetu Narodowego PSOE, a w latach 1918–1919 pełniła obowiązki sekretarza ds. kobiet w Komitecie Wykonawczym. W 1916 roku została mianowana członkinią Komitetu Wykonawczego UGT i przez rok pełniła funkcję przewodniczącej związku. Była pierwszą kobietą wchodzącą w skład Komitetu Wykonawczego organizacji (1916–1918) oraz pierwszą kobietą w Hiszpanii, która objęła kierownicze stanowisko w centrali związkowej w tym kraju.
23 września 1916 roku została skazana na rok, osiem miesięcy i dwadzieścia jeden dni wygnania oraz grzywnę w wysokości 750 peset za obrazę Kościoła katolickiego. Podczas strajku generalnego w Hiszpanii w 1917 roku należała do komitetu strajkowego i razem ze wszystkimi pozostałymi jego członkami została aresztowana, a następnie skazana na karę więzienia.
W PSOE była przedstawicielką nurtu opowiadającego się za opuszczeniem II Międzynarodówki i wstąpieniem do III Międzynarodówki. Dyskusja w tej sprawie odbyła się na III Nadzwyczajnym Kongresie PSOE w 1919 r. Zakończył się on odrzuceniem 21 warunków członkostwa w Międzynarodówce Komunistycznej i decyzją o pozostaniu w dotychczasowych strukturach. W 1921 r. odeszła z PSOE i 13 kwietnia tego uczestniczyła w kongresie założycielskim Hiszpańskiej Komunistycznej Partii Robotniczej (PCOE). Została wybrana delegatką PCOE na III Kongres Międzynarodówki Komunistycznej w Moskwie, ale z powodu choroby tam nie dotarła - nie była w stanie znieść trudów tajnej, ryzykownej podróży do Rosji Radzieckiej. 14 listopada 1921 r. Hiszpańska Komunistyczna Partia Robotnicza połączyła się z utworzoną wcześniej przez młodych działaczy Komunistyczną Partią Hiszpanii. Virginia González Polo przystąpiła do niej i weszła do Komitetu Centralnego Komunistycznej Partii Hiszpanii jako sekretarz ds. kobiecych w Komitecie Centralnym. Jej syn podzielał jej poglądy polityczne i również przystąpił do Komunistycznej Partii Hiszpanii, natomiast jej mąż, również zaangażowany w ruch robotniczy, pozostał członkiem PSOE.
Jej ostatnim publicznym wystąpieniem, tuż przed śmiercią, była mowa na wiecu przeciwko wojnie w Maroku.
Zmarła w Madrycie 15 sierpnia 1923 roku.